# Lepraria
Genre
Lepraria est un genre de Lichen.

## Liste d'espèces
Selon Catalogue of Life (2 octobre 2013) :
- Lepraria achariana
- Lepraria adhaerens
- Lepraria alpina
- Lepraria atlantica
- Lepraria atrotomentosa
- Lepraria aurescens
- Lepraria bergensis
- Lepraria borealis
- Lepraria brasiliensis
- Lepraria cacuminum
- Lepraria caesiella
- Lepraria caesioalba
- Lepraria celata
- Lepraria coriensis
- Lepraria crassissima
- Lepraria cupressicola
- Lepraria dibenzofuranica
- Lepraria diffusa
- Lepraria eburnea
- Lepraria ecorticata
- Lepraria elobata
- Lepraria friabilis
- Lepraria gelida
- Lepraria goughensis
- Lepraria granulata
- Lepraria humida
- Lepraria impossibilis
- Lepraria incana
- Lepraria isidiata
- Lepraria jackii
- Lepraria lanata
- Lepraria larrainiana
- Lepraria lecanorica
- Lepraria leprolomopsis
- Lepraria leuckertiana
- Lepraria lobata
- Lepraria lobificans
- Lepraria malouina
- Lepraria membranacea
- Lepraria methylbarbatica
- Lepraria multiacida
- Lepraria neojackii
- Lepraria nivalis
- Lepraria normandinoides
- Lepraria nothofagi
- Lepraria nylanderiana
- Lepraria obtusatica
- Lepraria pallida
- Lepraria pulchra
- Lepraria rigidula
- Lepraria salazinica
- Lepraria santamonicae
- Lepraria santosii
- Lepraria sipmaniana
- Lepraria squamatica
- Lepraria stephaniana
- Lepraria straminea
- Lepraria sylvicola
- Lepraria texta
- Lepraria toensbergiana
- Lepraria toilenae
- Lepraria torii
- Lepraria umbricola
- Lepraria usnica
- Lepraria vouauxii
- Lepraria xerophila
- Lepraria yunnaniana
- Lepraria zeorinica

Selon Index Fungorum (2 octobre 2013) :
- Lepraria achariana Flakus & Kukwa 2007
- Lepraria adhaerens K. Knudsen, Elix & Lendemer 2007
- Lepraria aeruginosa (F.H. Wigg.) Sm. 1810
- Lepraria alba (Roth) Ach. 1798
- Lepraria albicans (Th. Fr.) Lendemer & B.P. Hodk. 2013
- Lepraria alpina (B. de Lesd.) Tretiach & Baruffo 2006
- Lepraria antiquitatis (L.) Ach. 1810
- Lepraria arbuscula (Nyl.) Lendemer & B.P. Hodk. 2013
- Lepraria arctica (Lynge) Wetmore 1968
- Lepraria arcumata (J.F. Gmel.) Ach. 1798
- Lepraria atlantica Orange 2001
- Lepraria atra Ach. 1810
- Lepraria atrotomentosa Orange & Wolseley 2001
- Lepraria aurescens Orange & Wolseley 2005
- Lepraria barbatica Lendemer 2010
- Lepraria bassiae Ach. 1803
- Lepraria bergensis Tønsberg 2002
- Lepraria borealis Loht. & Tønsberg 1994
- Lepraria byssoidea (Flörke) Ach. 1810
- Lepraria cacuminum (A. Massal.) Kümmerl. & Leuckert 1995
- Lepraria caerulescens (Hue) Botnen & Øvstedal 1988
- Lepraria caesiella R.C. Harris 2005
- Lepraria caesioalba (B. de Lesd.) J.R. Laundon 1992
- Lepraria caesioalba (B. de Lesd.) Tønsberg 1992
- Lepraria caesiocinerea Pers. 1810
- Lepraria celata Slav.-Bay. 2006
- Lepraria chrysodeta Räsänen
- Lepraria cinereosulphurea Flörke 1807
- Lepraria cinnabarina Baumgartner 1790
- Lepraria citrina (Schaer.) Rabenh. 1833
- Lepraria cobaltiginea (Wulfen) Ach. 1803
- Lepraria collemoides Fr.
- Lepraria congesta (Nyl.) Lendemer & B.P. Hodk. 2013
- Lepraria coriacea Pers. 1810
- Lepraria coriensis (Hue) Sipman 2004
- Lepraria crassa Nees 1891
- Lepraria crassissima (Hue) Lettau 1958
- Lepraria cryophila Lendemer 2010
- Lepraria cupressicola (Hue) J.R. Laundon 2008
- Lepraria dibenzofuranica Elix 2008
- Lepraria diffusa (J.R. Laundon) Kukwa 2002
- Lepraria disjuncta Lendemer 2010
- Lepraria eburnea J.R. Laundon 1992
- Lepraria ecorticata (J.R. Laundon) Kukwa 2006
- Lepraria elobata Tønsberg 1992
- Lepraria farinosa (Hoffm.) Ach. 1810
- Lepraria flavescens Cl. Roux & Tønsberg 2002
- Lepraria flavescens Clauzade & Cl. Roux 1978
- Lepraria floerkeana Ach. 1810
- Lepraria friabilis Lendemer, K. Knudsen & Elix 2008
- Lepraria fuliginosa Ach. 1810
- Lepraria gelida Tønsberg & Zhurb. 2006
- Lepraria glaucella (Flörke) Ach. 1810
- Lepraria glaucosorediata Flakus & Kukwa 2009
- Lepraria goughensis Elix & Øvstedal 2005
- Lepraria gracilescens (Nyl.) Lendemer & B.P. Hodk. 2013
- Lepraria graminea (Roth) Pers. 1810
- Lepraria granulata Slav.-Bay. 2007
- Lepraria granulosa Slav.-Bay. 2007
- Lepraria harrisiana Lendemer 2011
- Lepraria hodkinsoniana Lendemer 2011
- Lepraria humida Slav.-Bay. & Orange 2006
- Lepraria impossibilis Sipman 2004
- Lepraria incana (L.) Ach. 1803
- Lepraria isidiata (Llimona) Llimona & A. Crespo 2004
- Lepraria jackii Tønsberg 1992
- Lepraria jolithus (L.) Ach. 1798
- Lepraria kermesina Wrangel 1824
- Lepraria lanata Tønsberg 2007
- Lepraria larrainiana Lendemer 2010
- Lepraria lecanorica Tønsberg 2004
- Lepraria leprolomopsis Diederich & Sérus. 1997
- Lepraria leuckertiana (Zedda) L. Saag 2009
- Lepraria lobata Elix & Kalb 2006
- Lepraria lobificans Nyl. 1873
- Lepraria maderensis Kukwa & Flakus 2011
- Lepraria malouina Øvstedal 2012
- Lepraria membranacea (Dicks.) Vain. 1921
- Lepraria membranacea (Weiss) Lettau 1958
- Lepraria methylbarbatica Elix 2008
- Lepraria moroziana Lendemer 2010
- Lepraria multiacida Aptroot 2002
- Lepraria murorum Grev. 1844
- Lepraria muscorum (B. de Lesd.) Grev.
- Lepraria neglecta (Nyl.) Erichsen 1957
- Lepraria neojackii Flakus & Kukwa 2007
- Lepraria nigra Engl. 1798
- Lepraria nigrescens Pers. 1810
- Lepraria nigrocincta Diederich, Sérus. & Aptroot 1997
- Lepraria nivalis J.R. Laundon 1992
- Lepraria normandinoides Lendemer & R.C. Harris 2007
- Lepraria nothofagi Elix & Kukwa 2010
- Lepraria nylanderiana Kümmerl. & Leuckert 1995
- Lepraria obtusatica Tønsberg 1992
- Lepraria ohmiensis Kashiw., Keis. Kobay. & K.H. Moon 2009
- Lepraria olivacea Ach. 1810
- Lepraria oxybapha Lendemer 2012
- Lepraria pacifica Lendemer 2011
- Lepraria pallida Sipman 2004
- Lepraria pallidostraminea Vain. 1903
- Lepraria pseudoarbuscula (Asahina) Lendemer & B.P. Hodk. 2013
- Lepraria pulchra Orange & Wolseley 2005
- Lepraria rhodochroa Mont. 1851
- Lepraria rigidula (B. de Lesd.) Diederich 1989
- Lepraria rigidula (B. de Lesd.) Tønsberg 1992
- Lepraria rosata (Wulfen) Ach. 1810
- Lepraria rubens Ach. 1803
- Lepraria salazinica Tønsberg 2007
- Lepraria sanguinolenta St.-Amans 1821
- Lepraria santamonicae K. Knudsen & Elix 2007
- Lepraria santosii Argüello & A. Crespo 2006
- Lepraria segestria (L.) Ach. 1798
- Lepraria sekikaica Elix 2011
- Lepraria sipmaniana (Kümmerl. & Leuckert) Kukwa 2002
- Lepraria squamatica Elix 2006
- Lepraria stephaniana Elix, Flakus & Kukwa 2010
- Lepraria straminea Vain. 1903
- Lepraria subalbicans (I.M. Lamb) Lendemer & B.P. Hodk. 2013
- Lepraria sulphurea Schltdl. 1824
- Lepraria sulphurella Räsänen 1949
- Lepraria svalbardensis Tønsberg 2009
- Lepraria sylvicola Orange 2006
- Lepraria tenella (Tuck.) Lendemer & B.P. Hodk. 2013
- Lepraria terricola Lendemer 2010
- Lepraria texta K. Knudsen, Elix & Lendemer 2007
- Lepraria toensbergiana Slav.-Bay. & Kukwa 2005
- Lepraria toilenae Kantvilas & Kukwa 2006
- Lepraria torii Pérez-Ortega & T. Sprib. 2009
- Lepraria umbricola Tønsberg 1992
- Lepraria usnica Sipman 2003
- Lepraria variegata (K.G. Hagen) Ach. 1798
- Lepraria viridis (Schreb.) Schaer. 1827
- Lepraria vouauxii (Hue) R.C. Harris 1987
- Lepraria xanthonica Lendemer 2010
- Lepraria xerophila Tønsberg 2004
- Lepraria yunnaniana (Hue) Zahlbr. 1930
- Lepraria zeorinica (L. Saag) Kukwa 2009

Selon NCBI (2 octobre 2013) :
- Lepraria atlantica
- Lepraria atrotomentosa
- Lepraria bergensis
- Lepraria borealis
- Lepraria cacuminum
- Lepraria caesiella
- Lepraria caesioalba
- Lepraria celata
- Lepraria coriensis
- Lepraria crassissima
- Lepraria cryophila
- Lepraria diffusa
- Lepraria eburnea
- Lepraria elobata
- Lepraria finkii
- Lepraria flavescens
- Lepraria friabilis
- Lepraria granulata
- Lepraria harrisiana
- Lepraria hodkinsoniana
- Lepraria humida
- Lepraria incana
- Lepraria isidiata
- Lepraria jackii
- Lepraria lanata
- Lepraria larrainiana
- Lepraria leprolomopsis
- Lepraria lesdainii
- Lepraria lobificans
- Lepraria membranacea
- Lepraria neglecta
- Lepraria nigrocincta
- Lepraria nivalis
- Lepraria normandinoides
- Lepraria nylanderiana
- Lepraria obtusatica
- Lepraria oxybapha
- Lepraria pacifica
- Lepraria rigidula
- Lepraria santosii
- Lepraria subalbicans
- Lepraria sylvicola
- Lepraria toensbergiana
- Lepraria umbricola
- Lepraria vouauxii
- Lepraria xerophila
- Lepraria yunnaniana